# Квадратная нотация
Квадра́тная нота́ция (нем. Quadratnotation, Quadratschrift) — система невменно-линейной музыкальной нотации, главным образом, для записи богослужебной монодии у католиков латинского обряда.

## Термин и общая характеристика

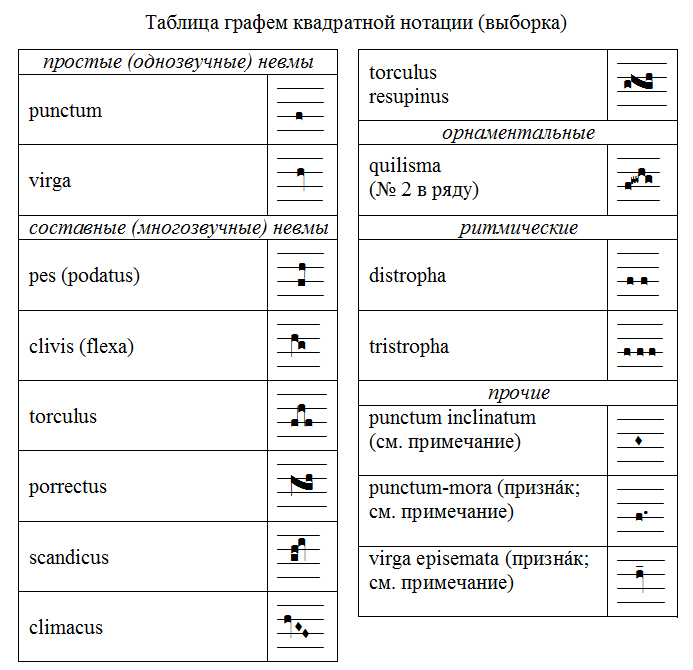
Примечания к таблице. Знак punctum inclinatum (ромбовидный пункт) в качестве простой невмы не использовался. Точка справа от невмы означает ритмическое удлинение (главным образом, пункта и вирги), но также сигнализирует окончание отдела формы. Эпи́зема (короткая горизонтальная черта над или под невмой) означает неопределенное ритмическое удлинение; по другой точке зрения — исполнительский нюанс наподобие (позднейшего) tenuto. «Ритмическая» точка, акценты-эпиземы (горизонтальная и вертикальная), цезура в виде запятой на верхней линейке нотоносца — добавления солемских редакторов хорала; в оригинальных рукописях квадратной нотации указанных графем нет.

Ключи в квадратной нотации
Своим названием квадратная нотация обязана графеме  «пункт» (лат. punctum), напоминающей квадрат; другие графемы квадратной нотации также по большей части имеют «квадратные» очертания. В типичном случае запись музыки в квадратной нотации представляет собой невмы в унифицированной и «геометризованной» форме, посаженные на линейки и в межлинейные промежутки четырёхлинейного нотоносца с ключами F или C. Добавочные линейки (в старинных рукописях), как правило, не используются. В отличие от древнейшей (безлинейной) невменной нотации звуковысотность мелодии, записанной в квадратной нотации, уверенно расшифровывается. Как и в невменных рукописях, ритм «плавного распева» (cantus planus) не нотируется, но «вычитывается» опытными певчими из просодии (молитвословного или поэтического) текста.
Термин «Quadrat-Notation» ввёл в обиход науки Фридрих Людвиг для нотации многоголосной музыки школы Нотр-Дам (между 1150 и 1250 гг.) в рукописных её собраниях, условно именуемых «Magnus liber organi» — органумов, клаузул, кондуктов, ранних мотетов. Та же квадратная нотация применяется в обширных собраниях мотетов XIII в. (кодексы из Бамберга и Монпелье). Из упорядоченного сочетания графем квадратной нотации в формах многоголосной музыки периода Ars antiqua на основе теории так называемых модусов медиевисты выводят ритм и (трёхдольный) метр.
В современной науке по отношению к исторической разновидности многоголосной квадратной нотации, интерпретируемой посредством модально-ритмической теории, применяется термин «модальная нотация», а атрибут «квадратная» используют для обозначения «квадратной» записи музыки любого рода и вида.

## Исторический очерк

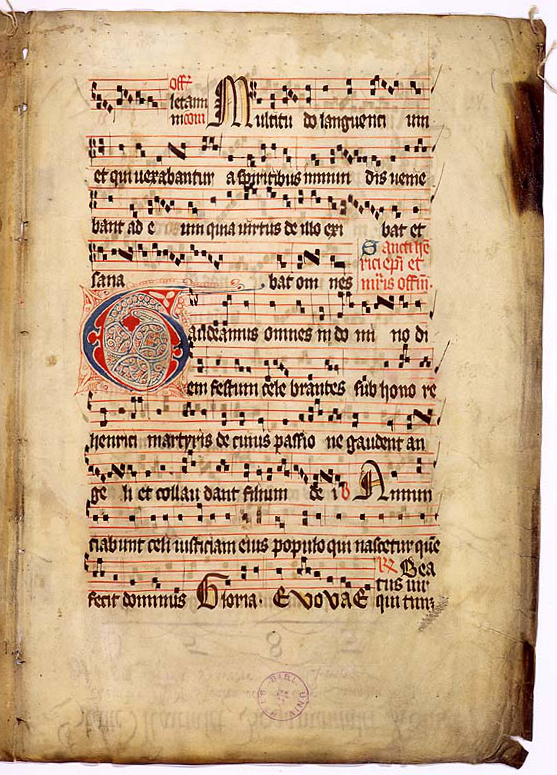
Страница рукописи градуала XV в. (из Турку) в квадратной нотации. В центре (с иллюминированной буквицей G) — известный интроит «Gaudeamus omnes in Domino»

Квадратная нотация  выросла в XII в. из центрально- и северофранцузской региональных традиций невменной нотации. Рене Эсбер [1954] продемонстрировал этот процесс на примере нормандского аббатства Жюмьеж. К середине XIII в. в крупных центрах христианской культуры Франции (Париж, Сен-Дени, Руан, Тур, Шартр и др.) старые певческие книги были переписаны квадратной нотой. Новый стиль нотации быстро распространился из Франции на Британские острова (вплоть до Оркни, где в 1274 г. в квадратной нотации был записан знаменитый латинский гимн «Nobilis humilis»), в Испанию и, наконец (в понтификат Николая III), в Италию. Победное шествие квадратной нотации привело к тому, что региональные невменные диалекты на юге и западе Европы постепенно исчезли. В то же время в Германии и немецкоязычных землях сформировалась собственная разновидность линейной записи невм — так называемая готическая нотация. Квадратная нотация стала последней эволюционной фазой европейской невменной нотации как особой системы кодификации музыки.
Масштабные образцы ранних певческих книг (XIII в.) в квадратной нотации: градуалы из Руанского собора (F-Pn lat.904) и парижского аббатства Сен-Викто́р (F-Pa 197), Вустерский (GB-WO F.160) и Солсберийский (Sarum; GB-Cu Mm.2.9) антифонарии. До начала нотопечатания «квадратные» рукописи певческих книг исчислялись сотнями.
В «Magnus liber organi» наряду с высокими литургическими жанрами присутствует и паралитургическая музыка — чаще других, кондукты (латинские песни). В отличие от клаузул, трёх- и четырёхголосных органумов и мотетов, нотированных в квадратной нотации, кондукты (особенно одноголосные) не поддаются уверенной ритмической расшифровке. Обсуждение их ритма  — острая проблема западной музыкальной медиевистики. В квадратной нотации записаны также многие образцы одноголосной менестрельной музыки XII–XIV веков (песни трубадуров, труверов и миннезингеров, в том числе популярнейшая эстампида «Kalenda Maya» Раймбаута де Вакейраса), паралитургические песни разных национальных традиций (итальянские лауды, испанские кантиги), литургические драмы (как знаменитая «Ludus Danielis» в рукописи из Бове, XIII в.). Нотные примеры в музыкально-теоретических трудах и дидактических пособиях (например, в учебниках контрапункта и многочисленных тонариях) XIII–XV вв. также фиксировались в квадратной нотации.
В квадратной нотации новой (особенно светской и паралитургической) музыки проявилась общая для позднего Средневековья тенденция к обособлению музыкальной составляющей некогда единого текстомузыкального целого. Отдельные звуки новой мелодии стали записывать одиночными невмами — пунктами и виргами (наподобие того как это делается в классической пятилинейной нотации), без учёта фонетики, грамматики и риторики распеваемого текста, а также безотносительно к распеву слогов (силлабическому или мелизматическому). Составные невмы, в «плавном распеве» освящённые церковной традицией, в квадратной нотации светской музыки почти не применялись. Тонкая разметка невмированного распева, помогавшая певчим правильно осмысливать и грамотно озвучивать молитву, в модифицированной нотации была формализована, а во многих случаях и полностью нивелирована (как, например, в финском градуале XV в. на иллюстрации).
Начиная с XIV в. в «квадратные» нотные рукописи систематически включались графемы, присущие мензуральной нотации (например, символы темпуса/пролации); смешанная форма нотации делает современную интерпретацию ритма в памятниках такого рода проблематичной. Один из наиболее известных кодексов «с мензурализмами», который находится в Британской библиотеке (GB-Lbl Add. 29987, ок. 1400), содержит ценную подборку ранней инструментальной музыки (сальтареллы, эстампиды и другие средневековые танцы).

## Историческое значение
Квадратная нотация имеет важное значение для церковной жизни, для светской науки и для современного музыкального исполнительства. В обиходе римско-католического богослужения (примерно с последней четверти XIII в. до Второго Ватиканского собора) квадратная нотация стала de facto регулярной формой фиксации григорианской монодии; по этой причине в XIX веке её стали называть римской хоральной нотацией. Не только «стандартные» певческие книги католиков (антифонарий, градуал, гимнарий, респонсориал и другие сборники),  которые с одобрения Ватикана готовили учёные монахи Солемского аббатства (так называемые «солемские издания»), но и аналогичные орденские книги, например, градуалы и антифонарии бенедиктинцев в Айнзидельне, цистерцианцев в Воннентале, амвросианцев в Милане и т.п., были зафиксированы в квадратной нотации.
То обстоятельство, что церковные распевы, записанные изначально безлинейными невмами, ещё в Позднем Средневековье были переписаны квадратной нотой, медиевисты широко используют для ретроспективного исследования древнейших невменных манускриптов, которые сами по себе — вне сравнения с позднейшими «квадратными» аналогами — не поддаются расшифровке. Неопределённость ритма, неоднозначность «загадочных» невм (quilisma, oriscus, trigonon и др.), последовательности одновысотных невм, приписанных одному слогу текста (например, distropha, tristropha), и некоторые другие особенности квадратной нотации открывают простор для разнообразных музыковедческих концепций и «аутентичных» реконструкций средневековой музыки.